# معاهدة بلطة ليمان

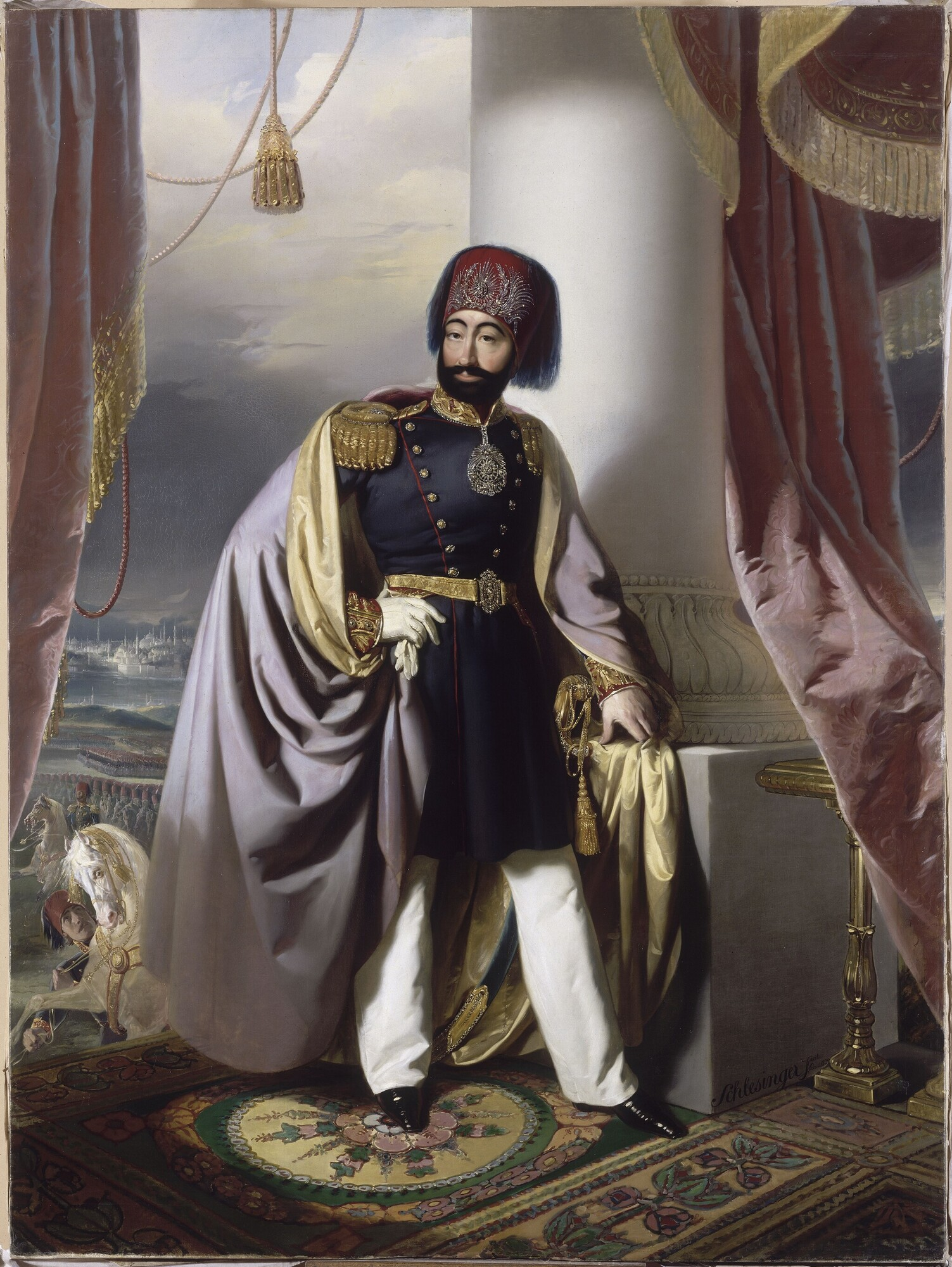

معاهدتا بلطة ليمان تم توقيعهما في بلطة ليمان (بالقرب من إسطنبول) وكانت الدولة العثمانية أحد الموقعين عليهما. وقع الأولى عن الدولة العثمانية مصطفى رشيد باشا.

## 1838
معاهدة بلطة ليمان كانت معاهدة تجارية وُقعت في 16 أغسطس 1838 بين الدولة العثمانية والمملكة المتحدة لبريطانيا العظمى وأيرلندة، لتنظيم التجارة الدولية. تم تحديد الرسوم لتكون 5 % على الواردات، 12 % على الصادرات، و 3 % على البضائع المارة (ترانزيت). كما وافق العثمانيون على إلغاء جميع الاحتكارات. ففي عام 1831، قاد إبراهيم باشا بن محمد علي باشاحملة عسكرية ناحجة في بلاد الشام، مـُنـَصباً نفسه حاكماً، وبدأ في عصرنة دولته. وقد كان هناك قلقاً في المملكة المتحدة من احتمال تأسيس دولة مستقلة متحالفة مع الامبراطورية الروسية ضد العثمانيين وبلاد فارس القاجارية (فاستقلال ووحدة أراضي كل من الدولة العثمانية وبلاد فارس كانوا من الأمور بالغة الأهمية للمصالح البريطانية في المنطقة). كما كان هناك العديد من الشكاوى من رجال الأعمال البريطانيين من تعرضهم لرسوم تـُفرض على بضائعهم المارة عبر أراضي الدولة العثمانية وكذلك تعرضهم لرسوم عشوائية من الباشوات المحليين. عندما رفض محمد علي تنفيذ الاتفاقية بسبب ما تشكله من تهديد لمشروعه التصنيعي الناشئ، أمهله السلطان محمود الثاني فترة سماح لمدة سنة، رفض بعدها محمد علي الالتزام بالمعاهدة. وفي 1840، هاجم العثمانيون، بمساعدة البريطانيين، بلاد الشام واستعادوا السيطرة على بلاد الشام. إلا أن الثمن الذي دفعه العثمانيون للمساعدة البريطانية كان باهظاً، فقد دشنت المعاهدة عهداً تجارياً جديداً للمصالح البريطانية واستمرار السيطرة على الدولة العثمانية.

## 1849
مؤتمر بلطة ليمان Convention of Balta-Liman المنعقد في 1 مايو 1849 كان اتفاقية بين روسيا والدولة العثمانية لتنظيم الوضع السياسي لإثنين من إمارات الدانوب (أساس رومانيا الحالية)، وتم توقيعها في أعقاب ثورات 1848.

## الهامش
1. ↑  Gelvin, p. 77.